# Festuca wallichiana
Festuca wallichiana är en gräsart som beskrevs av Evgenii Borisovich Alexeev. Festuca wallichiana ingår i släktet svinglar, och familjen gräs. Inga underarter finns listade i Catalogue of Life.